# Medveditsa (Don)
Pour les articles homonymes, voir Medveditsa.
La Medveditsa (en russe : Медведица) est une rivière du sud de la Russie d'Europe et un affluent gauche du Don. Elle parcourt les oblasts de Saratov et de Volgograd.

## Géographie
La rivière prend sa source au sud du plateau de la Volga, dans l'oblast de Saratov, et coule en direction du sud. Son cours est presque parallèle à celui de la Volga, mais à l'ouest de cette dernière, à plus ou moins 80 kilomètres de distance. En fin de parcours, son cours s'incurve vers le sud-ouest, puis elle se jette dans le Don en rive gauche, une dizaine de kilomètres en amont de la ville de Serafimovitch, et un peu en aval du confluent du Khoper.

## Affluents
- de droite :
  - la Balanda
  - la Tersa
- de gauche :
  - l'Idolga
  - le Karamych
  - l'Artcheda

## Villes traversées
La Medveditsa arrose successivement les villes de Petrovsk, Atkarsk, Jirnovsk et Mikhaïlovka.

## Hydrométrie - Les débits à Artchedinskaïa
Le débit de la rivière a été observé pendant 55 ans (durant la période 1927 - 1985) à Artchedinskaïa, localité située à quelques kilomètres en amont de son confluent avec le Don.
À Artchedinskaïa, le débit annuel moyen ou module observé sur cette période était de 60,3 m3/s pour une surface de drainage de plus ou moins 33 700 km2, soit approximativement 97 % de la totalité du bassin versant de la rivière qui en compte 34 700. La lame d'eau d'écoulement annuel dans le bassin se montait de ce fait à 56,5 millimètres, ce qui est faible voire franchement médiocre, même dans le contexte du bassin du Don, en moyenne peu arrosé.
Le minimum d'étiage est observé en décembre, avec un débit mensuel moyen de 15,9 m3/s, tandis que le débit mensuel moyen maximal est celui du mois d'avril avec 350 m3/s, soit plus de vingt fois plus. Les variations saisonnières sont donc très importantes. 47 % du débit annuel s'écoule en moyenne au mois d'avril et la majeure partie du débit est dû à la fonte des neiges. Sur la durée d'observation allant 1923 à 1980, le débit mensuel maximal a été de 917 m3/s en avril 1946, tandis que le débit mensuel minimal était de 6,03 m3/s en janvier 1939.